# Jan Smallenbroek

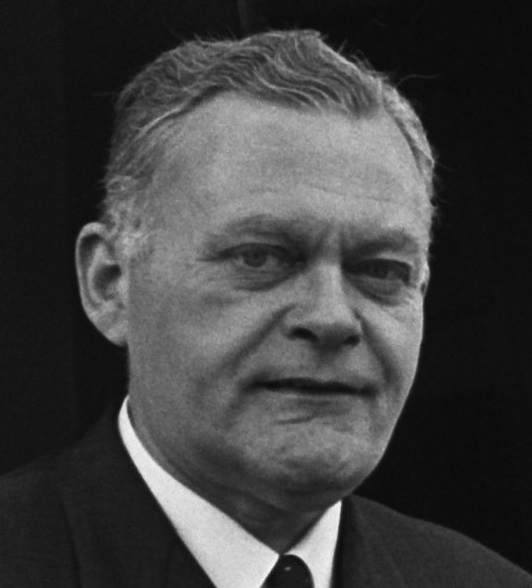
Jan Smallenbroek (1965)

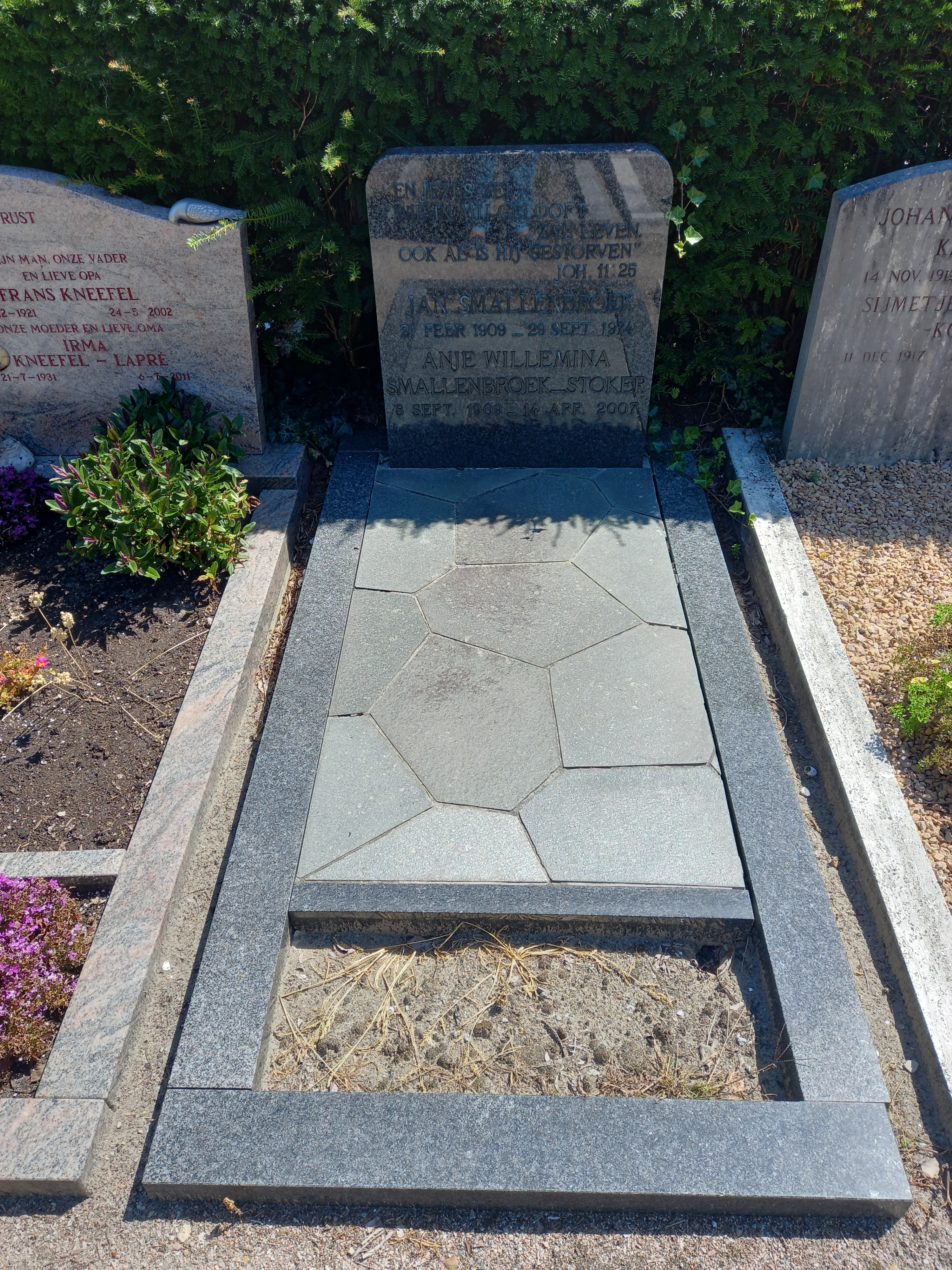
Das Grab von Jan Smallenbroek und seiner Ehefrau Anje Willemina Stoker auf dem reformierten Friedhof in Wassenaar

Jan Smallenbroek (* 21. Februar 1909 in Assen, Provinz Drenthe; † 29. September 1974 in Wassenaar, Provinz Zuid-Holland) war ein niederländischer Politiker der Anti-Revolutionaire Partij (ARP), der mit Unterbrechungen zehn Jahre lang Mitglied der Zweiten Kammer der Generalstaaten war. Er fungierte zwischen 1965 und 1966 als Innenminister im Kabinett von Ministerpräsident Jo Cals. In seine Amtszeit als Innenminister fielen Probleme mit der Verwaltung von Amsterdam sowie die Vorbereitung der Hochzeit von Prinzessin Beatrix mit dem deutschen Diplomaten Claus von Amsberg 1966. Am 31. August 1966 trat er zurück, nachdem er eine Verkehrsordnungswidrigkeit begangen hatte. 1967 wurde er Mitglied des Staatsrates (Raad van State).

## Leben

### Verwaltungsbeamter, Kommunalpolitiker und Widerstandskämpfer
Smallenbroek, Sohn eines Architekten, absolvierte nach dem Besuch der staatlichen Höheren Bürgerschule in Assen zwischen 1926 und 1931 eine Berufsausbildung beim Staatlichen Register- und Grundbuchamt und war danach zwischen 1931 und 1936 erst in verschiedenen Dienststellen tätig, ehe er nach einer kurzzeitigen Verwendung in Oldeberkoop zwischen 1936 und 1941 im Staatlichen Register- und Grundbuchamt von Elburg tätig war.
In dieser Zeit begann er auch seine politische Laufbahn in der Kommunalpolitik und gehörte zwischen 1936 und Januar 1941 dem Vorstand der ARP-Wahlkreisvereinigung von Elburg an. Er war zwischen dem 5. September 1939 und dem 1. September 1941 Mitglied des Gemeinderates von Elburg und dort zeitgleich Beigeordneter (Wethouder) sowie zeitweise auch Vize-Bürgermeister. Anschließend war zwischen 1941 und April 1942 in Assen wieder beim Staatlichen Register- und Grundbuchamt tätig, ehe er seit 1942 als Inspektor und zuletzt als Oberinspektor beim Staatlichen Finanzamt (Rijksbelastingdienst) in Assen arbeitete.
Während des Zweiten Weltkrieges schloss sich Smallenbroek der Widerstandsbewegung gegen die deutsche Besatzungsmacht an und musste zeitweilig untertauchen, ehe er am 12. Januar 1944 festgenommen wurde und zunächst im Amsterdamer Strafgefängnis sowie später bis zu seiner Befreiung im Mai 1945 im Strafgefängnis von Scheveningen interniert war.

### Abgeordneter und Provinzpolitiker in Drenthe
Am 20. November 1945 wurde Smallenbroek als Kandidat der Anti-Revolutionaire Partij (ARP) erstmals zum Mitglied der Zweiten Kammer der Generalstaaten gewählt, gehörte dieser jedoch nur ein knappes halbes Jahr am 4. Juni 1946 an. Während seiner Parlamentszugehörigkeit fungierte er vom 20. November 1945 bis Juni 1946 als kommissarischer Sekretär der ARP-Fraktion. In dieser Zeit wurde er 1945 auch Vorstandsmitglied im ARP-Provinzverband Drenthe und gehörte zwischen 1945 und 1956 auch dem Zentralkomitee der ARP-Wahlkreisvereinigungen an.
Danach wurde er am 19. Juni 1946 Mitglied des Parlaments (Provinciale Staten) der Provinz Drenthe und gehörte dieser fast 19 Jahre lang bis zum 14. April 1965 an. Zugleich war er vom 19. Juni 1946 bis zum 14. April 1965 Mitglied der Regierung dieser Provinz (Gedeputeerde Staten) und war dort verantwortlich für Verkehr, Wirtschaft und Volksgesundheit.
Für seine langjährigen Verdienste wurde ihm am 29. April 1953 das Ritterkreuz des Orden vom Niederländischen Löwen verliehen.
Zugleich wurde Smallenbroek am 6. November 1956 abermals zum Mitglied der Zweiten Kammer der Generalstaaten gewählt, der er nunmehr bis zum 14. April 1965 angehörte. Daneben fungierte er zwischen dem 25. Mai 1956 und Juli 1963 als stellvertretender Vorsitzender des ZK der ARP-Wahlkreisvereinigungen. Während seiner Parlamentszugehörigkeit war er zwischen dem 24. Juli 1963 und dem 1. Juli 1964 gemeinsam mit Henk van Eijsden Vorsitzender der ARP-Fraktion und bekleidete dieses Amt seit dem 1. Juli 1964 allein, nachdem van Eijsden schwer erkrankte und schließlich am 16. Juli 1964 verstarb. Das Amt des Fraktionsvorsitzenden hatte er bis zum 14. April 1965 inne.

### Innenminister und Mitglied des Staatsrates

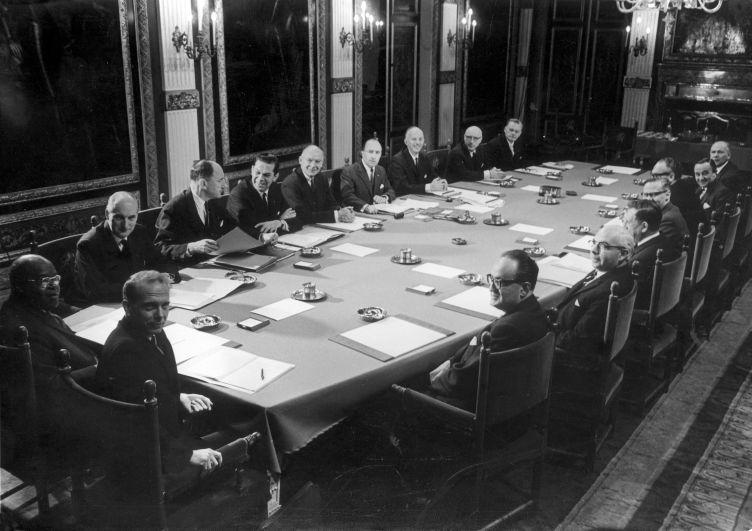
Das Kabinett Cals bei seiner ersten Sitzung am 15. April 1965

Am 14. April 1965 wurde er von Ministerpräsident Jo Cals als Innenminister (Minister van Binnenlandse Zaken) in dessen Kabinett berufen. In seine Amtszeit als Innenminister fielen Probleme mit der Verwaltung von Amsterdam sowie die Vorbereitung der Hochzeit von Prinzessin Beatrix mit dem deutschen Diplomaten Claus von Amsberg 1966. Er verblieb in diesem Ministeramt, ehe er am 1. September 1966 nach einer von ihm begangenen Verkehrsordnungswidrigkeit zurücktrat. Das Amt des Innenministers wurde daraufhin von Justizminister Ivo Samkalden kommissarisch mit übernommen.
Später war Smallenbroek von Januar 1967 bis zu seinem Tod am 29. September 1974 Vorsitzender der Abraham Kuyper-Stiftung. Des Weiteren wurde er am 18. Juli 1967 zum Mitglied des Staatsrates (Raad van State) ernannt. Diesem Beratungsorgan der Regierung gehörte er offiziell vom 1. September 1967 bis zu seinem Tod an. Ferner fungierte er zwischen 1969 und 1974 als stellvertretender Vorsitzender als Redaktion der Zeitschrift Antirevolutionaire Staatkunde, des Organs der Abraham Kuyper-Stiftung. 1970 war er außerdem Vorsitzender der ARP-Kommission „Evangelium und Politik“ (‚Evangelie en Politiek‘).